# Municipio de Nuevo San Carlos
Municipio de Nuevo San Carlos är en kommun i Guatemala.   Den ligger i departementet Departamento de Retalhuleu, i den sydvästra delen av landet, 130 km väster om huvudstaden Guatemala City.